# Ulrich Netz
Ulrich Netz (* 21. Juli 1957) war Fußballspieler in Ost-Berlin. Für den 1. FC Union Berlin spielte er 69-mal in der DDR-Oberliga, der höchsten Spielklasse des DDR-Fußball-Verbandes. Später war er als Nachwuchstrainer tätig.

## Sportliche Laufbahn
Netz begann 1967 als Zehnjähriger in der Kindermannschaft der Ost-Berliner BSG Lokomotive Schöneweide organisiert Fußball zu spielen. Als 14-Jähriger wurde er 1971 von der BSG zum 1. FC Union Berlin delegiert. Als er 1975 für den Männerbereich spielberechtigt wurde, kam er zunächst in der drittklassigen Bezirksligamannschaft Union II zum Einsatz. Erst am letzten Spieltag der zweitklassigen DDR-Liga am 26. Mai 1975 wurde Netz zum ersten Mal in der ersten Mannschaft aufgeboten. In den anschließenden acht Aufstiegsspielen kam er in vier Begegnungen zum Einsatz. Union wurde in der Aufstiegsrunde nur Letzter und verpasste damit den Oberliga-Aufstieg. In der folgenden DDR-Liga-Saison 1975/76 erkämpfte sich Netz einen Stammplatz in der ersten Mannschaft und bestritt 21 der 22 Punktspiele sowie alle acht Aufstiegsspiele. Diesmal errang Union in der Aufstiegsrunde den zweiten Platz und kehrte nach drei Jahren wieder in die Oberliga zurück.
In seiner ersten Oberligasaison 1976/77 wurde der 1,83 m große Netz als Stürmer nominiert und war im Laufe der Spielzeit Unions Mittelstürmer. Allerdings verlor er zwischen Dezember 1976 und März 1977 seinen Stammplatz und kam bis zum Saisonende nur auf 17 Punktspieleinsätze bei 26 ausgetragenen Begegnungen. Auch 1977/78 kam er erneut nur auf 17 Punktspiele, war bis zum Frühjahr 1978 nur Ersatzspieler und spielte erst vom 19. Spieltag an wieder regelmäßig als Mittelstürmer. Mit seinen sechs Toren war er hinter Libero (!) Rainer Rohde (7 Tore) zweitbester Union-Torschütze. Seine einsatzfreudigste Oberligasaison hatte Netz 1978/79. Als gesetzter Mittelstürmer kam er auf 21 Punktspiele und hatte mit drei Toren nur einen Treffer weniger als Torschützenkönig Michael Paschek. 1979/80 erlitt Netz Laufbahn erneut einen Rückschlag, denn er kam erst vom 13. Spieltag an wieder in der Oberligamannschaft zum Einsatz. Danach bestritt er allerdings alle weiteren Punktspiele, nun jedoch als Linksaußenstürmer. Am Saisonende musste Union erneut in die DDR-Liga absteigen. In der DDR-Liga-Saison 1980/81 gehörte Netz nicht mehr zum Stammpersonal der ersten Mannschaft. Von den 22 Punktspielen bestritt er nur zwölf, davon lediglich vier über die vollen 90 Minuten. In der anschließenden wieder erfolglosen Aufstiegsrunde bestritt er fünf der acht Spiele. Für die Saison 1981/82 wurde er zwar noch für die erste Mannschaft nominiert, bestritt aber nur Spiele mit der zweiten Mannschaft.
Zur Saison 1982/83 wechselte Netz zum DDR-Ligisten Dynamo Fürstenwalde und beendete dort im Sommer 1984 seine Laufbahn als Leistungssportler. Als Hobbyfußballer kehrte er zu seiner ersten Gemeinschaft Lok Schönewalde zurück. In späteren Jahren wurde Netz, der ein Diplomsportlehrerstudium absolviert hatte, Nachwuchstrainer bei den Berliner Klubs BFC Dynamo und Hertha BSC. Im Juli 2010 übernahm ihn das Berliner DFB-Stützpunktzentrum Sportforum Hohenschönhausen als Jugendtrainer.